# Lännaätten
Lännaätten är ett nutida konventionellt namn på en svensk medeltida frälseätt som fått sitt namn efter godset Länna i Almunge socken i Närdinghundra härad, nära Uppsala, i Uppland. Ätten utdog innan Sveriges Riddarhus grundades 1625, varför den aldrig introducerades där som adelsätt.
Vapen: anges ha fört  två spetsar uppifrån,   (samma som Stenstaätten) men bilder på Svenskt Diplomatariums huvudkartotek över medeltidsbreven anger såväl i text  som bild  det omvända, med två spetsar nedifrån i sköld.

## Historia
Ätten, som är namngiven efter godset Länna i Almunge socken, för samma vapen som den ätt som är namngiven som Stenstaätten och Nils Petersson, underlagman i Uppland 1376–1396.  anges som tillhörande Stenstaätten i en del källor,   medan han i andra källor anges tillhöra Lännaätten.  Nils Petersson uppges också ha tagit sitt mödernevapen, varför kopplingen mellan dessa två ätter, eller om det är en och samma ätt, är oklar. 
År 1365 omnämns Niclis Pätarsson af Lenom som ägare till Länna gård (han anges då föra två spetsar nedifrån i sköld), och bodde i Länna åtminstone 1364–1392. Nils Petersson nämns som väpnare (armigero) 1369  och han är bland många andra brev känd från 1378, när han till konventet i Sko tillsammans med sin dotter Elin skänkte jord i Tensta socken i Norunda härad samt Uvlunge i Viksta socken i samma härad. En annan dotter, Birgitta Nilsdotter, var gift med väpnaren Sigge Brun till Röklinge. 1378 beseglar han också ett brev, där hans vapen förefaller ha två spetsar uppåt, och spetsarnas bas utgår från nedersta fjärdedelen av skölden, utan beröring med dess nederkant.
Nils Pettersons dotter Holmfrid är nämnd i Länna 1409–1411. Via Holmfrids dotterdotter, Märta Lydekadotter (Stralendorp) ärvdes gården av en Ingeborg Petersdotter. Hennes man Lasse (Laurens) Karlsson (Björnlår) skrev sig till Länna 1487 och gården ärvdes därefter av hans son Bengt Laurensson som avrättades 1517, varefter Länna konfiskerades av kronan.

## Släkttavla
1. Germund Håkansson (två spetsar uppifrån), död efter 1327, väpnare. Gift med Elin Nilsdotter (Björn Ingolfssons ätt), dotter till Nils Björnsson (Björn Ingolfssons ätt). [13]
  1. NN Germundsdotter (två spetsar uppifrån), gift med Peter NN.[13]
    1. Nils Petersson, underlagman i Uppland 1376–1396.
      1. Elin Nilsdotter.
      2. Birgitta Nilsdotter, gift med väpnaren Sigge Brun till Röklinge.
      3. Holmfrid Nilsdotter, nämnd i Länna 1409–1411, död efter 1420. Gift med Magnus Israelsson (halvt lejon).[13] Deras dotter Ingeborg Magnusdotter (halvt lejon) var gift 1) med Lydeke von Stralendorp till Venngarn och 2) med Knut Uddsson (Vinstorpaätten) (död omkring 1433), riddare, häradshövding i Åkerbo härad. Holmfrids dotterdotter Märta Lydekadotter (Stralendorp) ärvde gården Länna.